# Cartografia planetària
La cartografia planetària, o cartografia d'objectes extraterrestres (COE) o per les seves sigles en anglès (CEO) - cartography of extraterrestrial objects, és la cartografia d'objectes sòlids fora de la Terra. Els mapes planetaris poden mostrar qualsevol característica cartografiada espacialment (com ara la topografia, la geologia i les propietats geofísiques) de les superfícies extraterrestres.
Alguns exemples coneguts d'aquests mapes han estat produïts per l'USGS, com l'últim Mapa Geològic de Mart, però molts altres són publicats en revistes científiques especialitzades.

## Productes
- El mapa d'albedo mostra la diferència mesurada en la reflectivitat de la superfície respecte a la superfície d'un cos celeste.
- L'Atles és una col·lecció especial d'imatges de la superfície d'un cos celeste. Les imatges poden ser de fonts terrestres o de naus espacials. Normalment s'utilitza una única escala o conjunt d'escales a tot l'atles. Els atles poden tenir temes específics (per exemple, fotogràfics, especialitzats en determinats problemes, temàtics, etc.).
- Un atles complex (integrat) de grups de cossos celestes és una col·lecció sistemàtica de mapes d'un grup de cossos celestes (per exemple, els planetes terrestres, els satèl·lits dels planetes gegants gasosos, etc.), que ofereixen una capacitat per a l'anàlisi de les dades recollides. informació a través de la planetologia comparada.
- El mapa geoquímic mostra la distribució dels elements químics o minerals a la superfície d'un cos celeste.
- El mapa geològic és una representació gràfica que generalitza la història geològica de la zona coberta pel mapa. Un mapa geològic inclou informació sobre l'estructura, la distribució, l'edat i el tipus genètic de les roques a la superfície del cos celeste.
- El mapa geològic/morfològic mostra la distribució espacial de les característiques geològiques, geomorfològiques i tectòniques d'un cos celeste.
- El 'mapa geomòrfic és una representació gràfica de la distribució dels tipus morfològics superficials retratats en els accidents geogràfics d'un cos planetari. Els mapes geomòrfics no intenten inferir la història geològica de les roques en si, sinó els processos que han generat les característiques superficials actuals.
- El mapa geofísic mostra una varietat d'informació geofísica en una representació espacial (com ara mapes gravimètrics, sísmics i d'anomalies magnètiques).
- El globus terraqüi és la representació cartogràfica de la superfície d'un cos planetari en una forma tridimensional (que pot ser esfèrica o no esfèrica, com un el·lipsoide triaxial), conservant la similitud geomètrica d'ambdues ubicacions i característiques de contorns. S'han produït globus de planetes esfèrics i objectes irregulars (per exemple, la lluna marciana Fobos, l'asteroide Eros) a partir de dades d'imatge i teledetecció obtingudes de diverses fonts.
- El mapa hipsomètric mostra les característiques del macro-relleu en una superfície planetària (per als mapes produïts a Rússia). El relleu es representa mitjançant corbes de nivell o isolínies (per mostrar àrees a la mateixa elevació relativa) i intervals de contorn codificats per colors. En altres països, aquest terme també pot descriure la distribució d'elevacions de l'objecte extraterrestre.
- El mapa del lloc d'aterratge a la cartografia planetària és una representació gràfica de la regió que envolta el lloc on una nau espacial es va reposar sobre una superfície planetària (generalment es mostra a gran escala).
- El mapa en cartografia planetària és una imatge generalitzada de la superfície d'un cos sòlid extraterrestre (s'exclou la Terra), que indica la ubicació dels objectes projectats matemàticament segons el sistema de coordenades adoptat per a la projecció. Els símbols poden representar qualsevol tema, fenomen o procés escollit pel cartògraf per ser il·lustrat al mapa (s'ha d'incloure una llegenda que defineixi tots els símbols per ajudar l'usuari del mapa). Els mapes de territoris extraterrestres representen tots els cossos del sistema solar, amb l'excepció de la Terra; es poden representar en diverses formes, com ara electrònica (per exemple, digital), convencional (imprès), multilingüe, ortofotografia, dibuix (per exemple, relleu ombrejat), contorn, topogràfica (contornada) i temàtica.
- El mapa d'esquema en cartografia planetària és un mapa que representa el relleu amb l'ajuda de contorns i símbols especials. Aquests mapes s'utilitzen com a mapes base per a mapes temàtics i esquemàtics, que permeten a l'usuari enllaçar visualment un atribut representat amb una característica de relleu a la superfície.
- El mapa de propietats físiques és un mapa de diversos atributs mesurats de la superfície extraterrestre, com ara l'albedo (vegeu l'albedo, en aquesta secció), anomalies tèrmiques (per exemple, la distribució dels punts calents a l'hemisferi de la Lluna orientat a la Terra) i mesures polarimètriques.
- El mapa sinòptic en cartografia planetària és una representació gràfica d'atributs (per exemple, pressió, temperatura, etc.) que descriuen el temps sobre una superfície planetària (per exemple, un mapa del temps a Mart).
- El mapa tectònic en cartografia planetària és una representació gràfica d'elements estructurals relacionats amb la història tectònica de l'escorça superior d'un cos planetari. Les diferents àrees estructurals i els seus elements separats (per exemple, falles i plecs) es mostren amb diversos símbols; quan es combina amb un mapa geològic, es donen dades sobre l'edat i el tipus de roques que componen els elements estructurals, així com el seu desenvolupament en el temps.
- El mapa temàtic en cartografia planetària és un mapa que mostra la representació espacial de les propietats físiques d'una superfície planetària (per exemple, mapes altimètrics, geofísics, geologicomorfològics i geoquímics).
- El mapa del terreny en cartografia planetària és una representació gràfica de la distribució de límits entre regions cartografiades del cos planetari, que mostra la presència o absència de detalls característics d'una superfície (per exemple, cràters d'impacte, turons, falles, colades de lava, coberta eòlica, etc.). Aquests mapes solen ser produïts per dades obtingudes per teledetecció. Vegeu també mapa geològic/morfològic, mapa fotogeològic.

## Productes cartogràfics
- Mapes planetaris (El grup de treball de la Cartografia Planetària del Grup de Recerca Espacial de Materials Còsmics de la Universitat Eötvös Loránd)